# Jan Gerard Palm
Jan Gerard Palm (Curaçao, 2 juni 1831 – aldaar, 13 december 1906) was een componist van klassieke muziek en dansmuziek. Hij is voor zover bekend de eerste componist die klassieke Curaçaose muziek heeft geschreven. Drie van zijn kleinzonen, Jacobo Palm, Rudolph Palm en John Palm, waren ook musicus en componist.

## Biografie

### Jonge jaren
Jan Gerard Palm werd op 2 juni 1831 geboren op Curaçao. Al op jonge leeftijd gaf hij leiding aan diverse muziekgezelschappen. Op 28-jarige leeftijd werd hij aangesteld als kapelmeester van de Stedelijke Schutterij op Curaçao. Verder was hij organist in de  synagoge Emanu-El en die van Mikvé Israel, organist bij de Verenigde Protestantse Gemeente en de Vrijmetselaarsloge Igualdad. Palm was een meervoudig instrumentalist; hij speelde piano, orgel, luit, klarinet, fluit en mandoline. Hij was bovendien een van de vaste medewerkers van het internationale tijdschrift Notas y Letras, dat zich toelegde op de publicatie van literaire werken en bladmuziek. Dit Spaanstalige tijdschrift, dat onder leiding stond van de dichter-musicus Joseph Sickman Corsen, gold als toonaangevend in Latijns-Amerika en het Caraïbische gebied.

### Composities
De composities van Jan Gerard Palm worden gekenmerkt door hun oorspronkelijkheid. Van hem is de uitspraak bekend dat goede composities gekenmerkt worden door op zijn minst één verrassende wending. Palm was vaak vooruitstrevend en niet bang om een voor zijn tijd ongewoon akkoord te schrijven. Het karakter van de klassieke Curaçaose muziek is in sterke mate door hem bepaald.
Als componist was hij ook productief. Hij heeft meer dan 180 composities geschreven. Naast dansmuziek heeft Palm ook grotere werken voor orkest en voor piano en viool en muziek voor diensten in de synagoge, de protestantse kerk en de vrijmetselaarsloge gecomponeerd.
Over zijn manier van componeren is bekend dat hij uit zijn hoofd de muziek met gemak opschreef. Pas als het stuk klaar was, ging hij naar de piano om het uit te proberen. Arrangementen voor orkest deed hij eveneens uit zijn hoofd. Een van zijn populairste marsen, de mars Curaçao, heeft hij op diverse manieren gearrangeerd: onder andere voor harmonieorkest, voor klein ensemble voor strijkers en voor volledig orkest. Deze mars was zo populair dat ze jarenlang na zijn dood nog door de straten van Willemstad klonk wanneer het garnizoen met muziek kwam aanmarcheren. In de verfijnde 19e eeuw was hij verder ook de enige componist die het aandurfde om erotische tumba’s te schrijven. Zijn walsen en mazurka’s kunnen gekenschetst worden door een rijkdom aan harmonische variaties. Zijn danza’s zijn qua ritme te typeren als complex en zeer creools. Ze behoren tot de ingewikkeldste van de gehele Caraïbische regio.

### Dood en nagedachtenis
Jan Gerard Palm stierf op 75-jarige leeftijd op 13 december 1906. Nadien zetten componisten zoals Jacobo Palm (1887-1982), John Palm (1885-1925) en Rudolph Palm (1880-1950) de traditie voort die ingezet werd door hun muziekleermeester en grootvader. Ook zij zorgden er vervolgens weer voor dat de muzikale fakkel werd overgedragen aan latere generaties met componisten als Albert Palm (1903-1958), Edgar Palm (1905-1998) en Robert Rojer (1939).